# Bernard Ruiz-Picasso
Bernard Ruiz-Picasso (Neuilly-sur-Seine, 3 de setembre de 1959) és un empresari i col·leccionista d'art francès. És net del pintor Pablo Picasso i fill de Paulo i Christine Ruiz-Picasso. Està casat amb la comerciant d'art i galerista Almine Rech, amb qui va fundar l'any 2002 la Fundació Almine i Bernard Ruiz-Picasso per a l'Art, que promou l'art contemporani.

## Trajectòria
Bernard Ruiz-Picasso és fill de Paulo Ruiz-Picasso, el primer fill de Pablo Picasso i de la seva primera esposa Olga Khokhlova i, per tant, és l'únic «hereu legítim» de les obres del seu avi, segons el sistema legal vigent fins al 2002, juntament amb la seva germanastra Marina Picasso. Com a tal, se'l considera la persona amb la col·lecció més important d'obres de Picasso. Va organitzar la seva primera exposició, presentant setanta quadres de la seva col·lecció, l'any 2000 al Kunstforum de Viena.
Bernard Ruiz-Picasso, juntament amb la seva mare Christine Ruiz-Picasso, van cofundar el Museu Picasso de Màlaga, inaugurat l'any 2003. És president del Consell Assessor del museu. En aquella ocasió, Bernard Ruiz-Picasso va donar 180 obres per a formar la col·lecció del museu i periòdicament presta altres obres de la seva col·lecció al Museu Picasso de Màlaga.

## Obra publicada
- Parfum de Sable, recull de poemes, edicions de la Fenêtre, 1995
- Miquel Barceló: Farrutx 29. III.94, en col·laboració amb Miquel Barceló, Images Modernes, París, 1999 (ISBN 2-913355-02-1)